# Egeres község
Egeres község (románul: Comuna Aghireșu) község Kolozs megyében, Romániában. Központja Egeres, beosztott falvai Argyas, Bogártelke, Dank, Egeres-gyártelep, Forgácskút, Ferencbánya, Inaktelke, Jegenye, Mákófalva, Nádasdaróc.

## Fekvése
Kolozs megye északnyugati részén helyezkedik el, Kolozsvártól 30, Bánffyhunyadtól 27 kilométer távolságra. Északon és északnyugaton a Szilágy megyei Középlak községgel, keleten Magyargorbó községgel, délen Magyarkapus községgel, délnyugaton Körösfő községgel szomszédos. A községen áthaladnak a DJ 108C és DJ 108N megyei utak, és 12 kilométeres hosszúságon a Nagyváradot Kolozsvárral összekötő vasútvonal.

## Népessége
A 2011-es népszámlálás adatai alapján a község népessége 7116 fő volt, ami csökkenést jelent a 2002-ben feljegyzett 7120 főhöz képest. A lakosság 51,91%-a román, 36,75%-a magyar  és 7,95%-a roma. A lakosság 55,68%-a ortodox, 26,32%-a református, 9,42%-a római katolikus, 1,97%-a pünkösdista és 1,11%-a hetednapi adventista.

## Nevezetességei
A községből az alábbi épületek szerepelnek a romániai műemlékek jegyzékében:
- a bogártelki református templom (LMI-kódja CJ-II-m-B-07525)
- a danki Feltámadás fatemplom (CJ-II-m-B-07590)
- az egeresi református templom (CJ-II-m-B-07509)
- az egeresi Szent Mihály és Gábriel arkangyalok fatemplom (CJ-II-m-B-07510)
- Egeres vára (CJ-II-m-B-07511)
- az egeres-gyártelepi Istenszülő születése fatemplom (CJ-II-m-B-07512)
- a ferencbányai Szent Borbála-fatemplom (CJ-II-m-B-07781)
- a forgácskúti Szent Mihály és Gábriel arkangyalok fatemplom (CJ-II-m-B-07780)
- a mákófalvi Szent Mihály és Gábriel arkangyalok fatemplom(wd) (CJ-II-m-B-07699)
- a nádasdaróci református templom(wd) (CJ-II-m-B-07607)

Országos szinten védett terület a Jegenyési Gipszek Nemzeti Park.

## Híres emberek
- Egeresen született Miklósi-Sikes Csaba népművelő, újságíró, helytörténész, muzeológus (1947).
- Jegenyén születtek Jegenyei András Ferenc ferences szerzetes (1619–1684), Kájoni János ferences szerzetes, európai hírű zeneszerző, orgonaművész (1629–1687), Vizi Imre matematikus, matematikai szakíró, válogatott kosárlabdázó sportoló (1936).